# Simi Valley
Simi Valley är en stad belägen i dalen med samma namn i det sydöstra hörnet av Ventura County, Kalifornien, USA. Den är belägen intill Los Angeles San Fernando Valley i Los Angeles storstadsområde. Enligt United States Census Bureau hade staden 120 543 invånare år 2008 
Simi Valley är berömt som platsen där Ronald Reagan Presidential Library är beläget. Staden fick också uppmärksamhet som platsen för rättegången 1992 mot fyra poliser från Los Angeles som anklagades för att ha misshandlat Rodney King, vilket utlöste upplopp i Los Angeles och på andra platser.
Staden Simi Valley omges av bergen Santa Susana Mountains samt Simi Hills, väst om San Fernando Valley och öst om Conejo Valley. Staden är huvudsakligen en så kallad sovstad där huvuddelen av invånarna arbetar på andra platser i Los Angeles storstadsområde.
Simi Valley nämns ofta på listor över USA:s säkraste städer.

## Klimat
|                                            | Jan  | Feb  | Mar  | Apr  | Maj | Jun | Jul | Aug | Sep  | Okt  | Nov  | Dec  |
| ------------------------------------------ | ---- | ---- | ---- | ---- | --- | --- | --- | --- | ---- | ---- | ---- | ---- |
| Normaldygnets maximitemperaturs medelvärde | 18   | 19   | 20   | 21   | 24  | 27  | 30  | 30  | 29   | 25   | 21   | 19   |
| Normaldygnets minimitemperaturs medelvärde | 9    | 9    | 10   | 11   | 14  | 16  | 18  | 19  | 18   | 15   | 11   | 7    |
|                                            |      |      |      |      |     |     |     |     |      |      |      |      |
| Nederbörd                                  | 86,2 | 97,5 | 66,0 | 22,2 | 7,2 | 2,4 | 0,3 | 3,3 | 14,6 | 12,5 | 22,2 | 44,4 |

| Diagram | temperaturer i °C • månadsnederbörd i mm • Källa: | temperaturer i °C • månadsnederbörd i mm • Källa: | temperaturer i °C • månadsnederbörd i mm • Källa: | temperaturer i °C • månadsnederbörd i mm • Källa: | temperaturer i °C • månadsnederbörd i mm • Källa: | temperaturer i °C • månadsnederbörd i mm • Källa: | temperaturer i °C • månadsnederbörd i mm • Källa: | temperaturer i °C • månadsnederbörd i mm • Källa: | temperaturer i °C • månadsnederbörd i mm • Källa: | temperaturer i °C • månadsnederbörd i mm • Källa: | temperaturer i °C • månadsnederbörd i mm • Källa: | temperaturer i °C • månadsnederbörd i mm • Källa: |
|         | 86 18 9                                           | 98 19 9                                           | 66 20 10                                          | 22 21 11                                          | 7 24 14                                           | 2 27 16                                           | 0 30 18                                           | 3 30 19                                           | 15 29 18                                          | 13 25 15                                          | 22 21 11                                          | 44 19 7                                           |